# تصميم داخلي

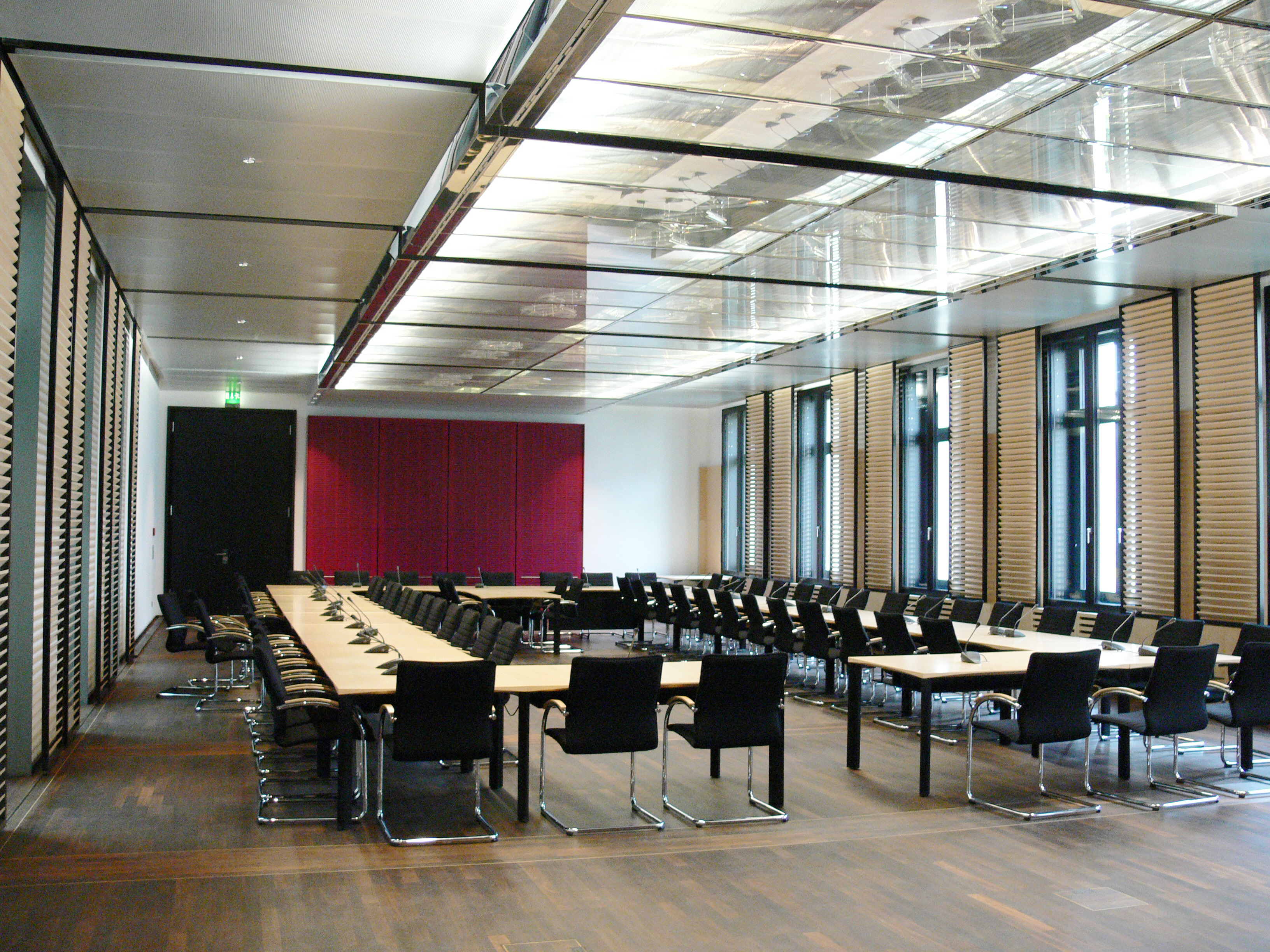

التصميم الداخلي أو العمارة الداخلية (بالإنجليزية: Interior Design)‏ أو الديكور أو العمارة الداخلية (بالإنجليزية: Interior decoration)‏ هو مجموع التخطيط والتصميم للفراغات الداخلية، والتي تهدف لتسخير الاحتياجات المادية والروحية والاجتماعية للناس، والتي بدورها تضمن سلامة المبنى.
ويتكون التصميم الداخلي من جوانب تقنية وتخطيطية، كما يهتم بالنواحي الجمالية والفنية كذلك، كما يقوم بتخطيط التصميم الداخلي للمباني المختصون من مهندسين ومصممين داخليين، فضلا ً عن إمكانية أن يصمم الهواة الجوانب الجمالية والفنية للمكان لأنها عناصر لا تسبب خطر على حياة المستخدم.

## اللون في التصميم الداخلي
يعد اللون عنصراً مهماً حيث يؤثر على الإدراك الحسي والبصري من خلال تكامله مع العناصر الإدارية والوظيفية والتعبيرية، وله ثلاثة أبعاد:
- صفة اللون.
- قيمة اللون.
- كثافة اللون.

## تعريف

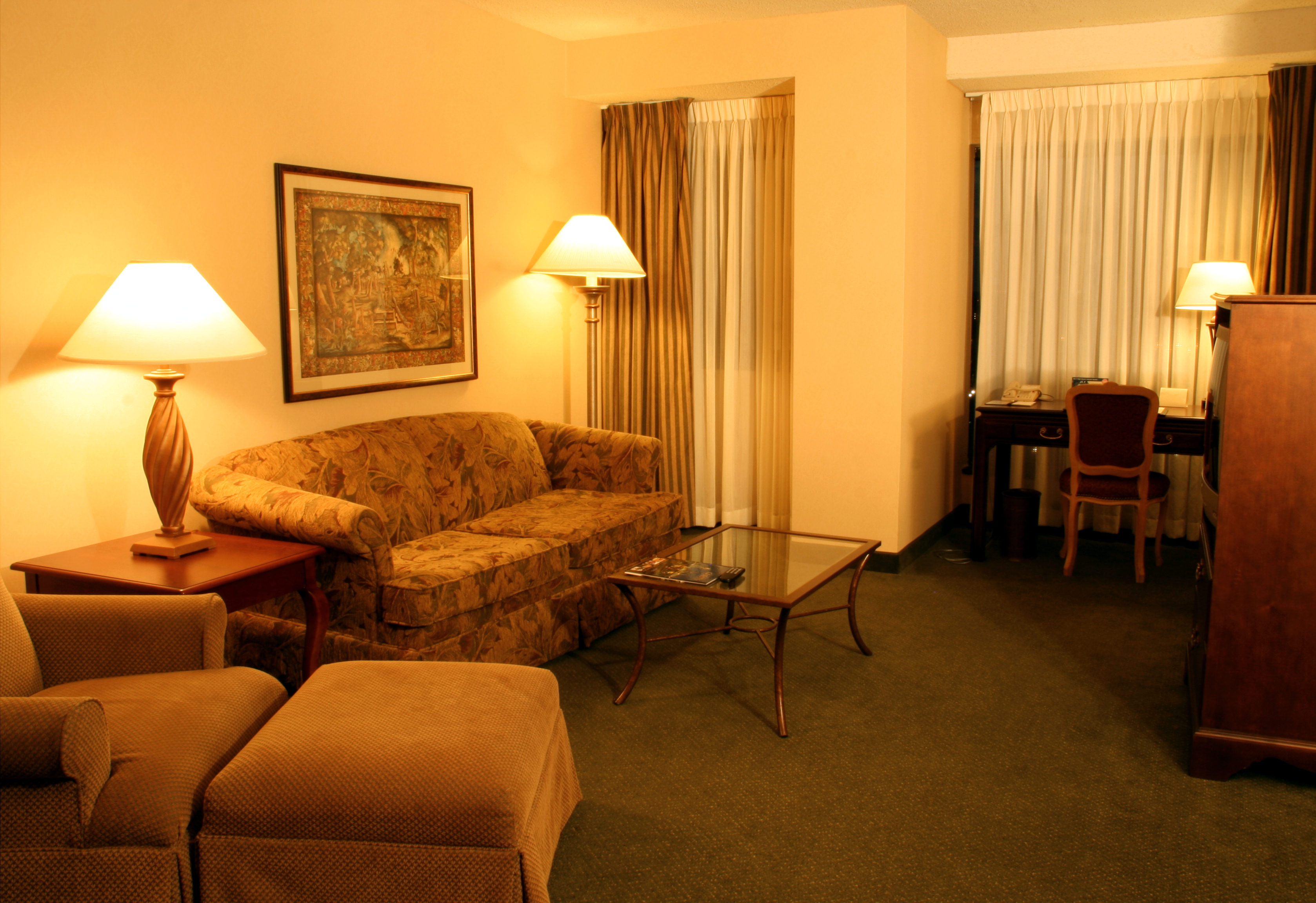
ديكور

العمارة الداخلية هي فن تزيين الفراغ الداخلي كالغرفة بحيث تكون جذابة وسهلة الاستخدام وتتوافق مع الهندسة المعمارية. هدف التزيين الداخلي هو توفير بعض «الإحساس» للفراغ. ويشمل تطبيق طلاء الجدران، ورق الجدران، وغيرها من الأرضيات والأسقف واختيار الأثاث والتجهيزات مثل المصابيح، وتوفير حيز حركي مناسب كما تخصيص الفراغات أو المساحات كإضافة اللوحات والمنحوتات والسجاد. وفي غالبا هذه الدراسات تتم ضمن العمارة الداخلية decorators. على الرغم من الشروط الداخلية والديكور والتصاميم الداخلية أحيانا تستخدم بالتبادل بين المهندس والمالك لاختيار وعرض البنود الداخلية داخل الفراغ، مثل الأثاث والزخارف وملحقاتها، وغرفة التصميم. والتصاميم الداخلية، من جهة أخرى، ينطوي التنسيق وإبداع الأشكال الجميلة على التلاعب المعماري الداخلي في الفراغ. الديكور أحدث ما أخرجته عبقرية الإنسان من مواد واختراعات وتتبع الحس الفني الطبيعي للإنسان وتعتمد على الألوان والأشكال الحديثة والكلاسيكية.

## وظيفة المهندس  الداخلي
- وظيفة المهندس الداخلي هي إيجاد عوالم جمال تخدم بالدرجة الأولى حس الإنسان وتكون عالم داخل المنزل قريب من الإحساس الجمالي الذي ينسجم بداخله الإنسان ويشعر براحة وسكينة تدمجه بكينونات الحس الجمالي الخلاق.
- تحليل احتياجات العميل وأهدافه واحتياجات الأمان.
- البحث عن معرفة للتصميم الداخلي.
- تصور مبدئي للناحية الوظيفية والجمالية والفكرة والملائمة للمعايير القياسية.
- تطوير وتقديم تصميم نهائي مقترح من خلال وسائل العرض الملائمة.
- تحضير رسومات العمل والمواصفات لمواد البناء وتفصيلات المختلفة، والمواد، والتشطيبات، والأثاث، والثوابت مثل الحمّام، والمعدات، وتطابقه مع النظام والأدلة العلمية.
- التعاون مع خدمات المحترفين، والحصول على التراخيص الفنية في المجالات الميكانيكية،الكهربائية، الأحمال المتطلبات الخاصة بالموافقة.
- مراجعة وتقيم التصميم خلال التنفيذ وبعد الانتهاء من المشروع.
- تحضير العطاءات والعقود الخاصة بالعميل.

## الديكور السينمائي
يهتم معهد السينما بتدريس مادة الديكور السينمائي وهي من المواد الهامة والتخصصية جدا لما فيها من جوانب عديدة ومختلفة وعلى رأس هذه الأسس التي يختلف بها الديكور السينمائي عن غيره هو أن مفهوم السائد للديكور هو التنسيق وإبداع الأشكال الجميلة لكن الديكور السينمائي قد يختلف عن ذلك تماما فقد يكون الديكور السينمائي من أجل جعل المنظر قبيح أو غير مهندم مثل بناء غرفة فقيرة بدون دهان جيد أو بدون وحدات إضاءة جيدة.. فمهندس الديكور هنا يجب أن يستخدم أدواته كما يتناسب مع السيناريو المكتوب.
يشمل قسم هندسة المناظر أو الديكور دراسة الأزياء وتصميم الأزياء فكل شخصية ولها أسلوب وطريقة في اختيار ألوان الملابس وشكلها فمثلا الشخص الكئيب المحبط لا يرتدي الألوان المبهجة وهكذا وهذا ما يحدده أيضا في ملامح الشخصية الموجودة بالسيناريو وكذلك رؤية مصمم الملابس والديكور على حد السواء المناظر وهو ما يسمى art director وهو الاهتمام بابعاد وجماليات الصورة السينمائية وهنا نجد المهندس مهتما بالإضاءة والتصوير وابعاد الكادر والخلفية والملابس وكل ما سيظهر في الصورة من أبعاد أخرى.
مما سبق ذكره يتضح لنا الصلة الوثيقة بين مهندس الديكور وبقية اقسام مبدعي الفن السينمائي. وكان الديكور إحدى الاركان الأساسية لصناعة المسلسلات الخليجية.

## زخرفة
هو فن الديكور أو تنسيق وتزين الفراغات (Decoration) ويهدف إلى تجميل وتنسيق الفراغات المختلفة كالحجرات والمكاتب الإدارية وغيرها باستخدام العديد من الخامات لتحقيق أفضل استفادة لمفردات هذا الفراغ وتوظيفها بشكل جمالي يلائم المستخدم. بتعامل المزخرف أو مصمم الديكور مع العديد من الخامات الطبيعية والصناعية مثل ورق الحائط والدهانات والأثاث والزجاج والمعادن والأقمشة ويخلط ما بينها ليصل في النهاية إلى نتيجة مرضية.
فن الزخرفة الداخلية (الديكور) هو أحد الأساليب الإبداعية التي ظهرت في فترة ليست ببعيدة وانتشرت في جميع أنحاء العالم لتجسيد لحظة نادرة في تاريخ الأثاث. فهذا الفن ليس له قواعد فنية ولا مؤسسية ولا فلسفية، فحرفيو هذه المهنة لا يفكرون في وضع منهجا للحياة. فهم ليسوا إلا مهندسين ومعماريين وصناع زجاج ومصممي ديكورات.
هناك اختلاف ما بين كلمة المزخرف الداخلي والمصمم الداخلي.
- المزخرف الداخلي يركز على اللمسات الأخيرة للحوائط والدهانات والنوافذ والأثاث.
- المصمم الداخلي مسؤول عن معالجة التكامل المعمارى والفراغ الداخلي مع خلق الطريقة الملائمة لمعيشة الفرد من خلال دراسة سلوكيات الإنسان.
- تصميم داخلي
- الزخرفة الداخلية
- جامة